# 名曲にのせて贈る。潜入!工場JAPAN(秘)スゴ技SP
『名曲にのせて贈る。潜入！工場JAPAN㊙スゴ技SP』は、2019年10月27日にテレビ東京系列の『日曜ビッグバラエティ』枠で放送された情報バラエティ番組である。ビー・ブレーンとテレビ東京の共同製作。

## 概要
モノづくり大国・ニッポンが誇る、高い技術力を持つ工場に潜入。誰もが知っているベストセラー菓子の美味さの秘密や、生活用品を作る工場で見つけた唯一無二の技を明らかにする。
これまでの工場見学バラエティと大きく違う特徴は、名曲にのせてヒット商品の生産工程を見せること。1つの工場を紹介する中で、若者から年配者まで口ずさめる名曲が数曲流れる。

## スタッフ
- ナレーター：杉本るみ、神谷浩史、落合福嗣
- 構成：オグロテツロウ、藤澤朋幸、松本智子
- AD：神林正美、マリク紗世武、橋場優香
- ディレクター：池田靖、大友淳、長沼昭悟、福田誠也、石川哲久、塚原和代
- 演出：高嶋厚（グリンタ）
- プロデューサー：杠政寛、溝田和史、須藤勝、栗原志帆、小出元太
- チーフプロデューサー：越山進
- 製作：ビー・ブレーン、テレビ東京